# Roning under sommer-OL 2016 – Letvægtsfirer (herrer)
Herrernes roning for letvægtsfirer under Sommer-OL 2016 fandt sted den 6. august - 11. august 2016 på Lagoa Rodrigo de Freitas ved Copacabana.

## Format
Der var i alt kvalificeret 13 mandskaber til konkurrencen, der blev indledt med tre indledende heats med fire eller fem mandskaber i hvert heat. De tre bedste mandskaber fra hvert heat gik til semifinalerne mens de resterende gik til ét opsamlingsheat. I opsamlingsheatet gik de tre bedste mandskaber videre til semifinalerne. I de to semifinaler gik de tre bedste mandskaber til finalen mens de resterende seks mandskaber gik til B finalen. 

## Tidsplan
Nedenstående tabel viser tidsplanen for afvikling af konkurrencen:
| Dato       | Tid   | Runde          |
| ---------- | ----- | -------------- |
| 6. august  | 12:00 | Heats          |
| 7. august  | 10:00 | Opsamlingsheat |
| 9. august  | 10:50 | Semifinaler    |
| 11. august | 09:00 | B Finale       |
| 11. august | 11:00 | Finale         |

## Resultater[1]

### Heat 1
| Placering | Land     | Roer                                                              | Tid     | Note |
| --------- | -------- | ----------------------------------------------------------------- | ------- | ---- |
| 1         | Italien  | Stefano Oppo Martino Goretti Livio La Padula Pietro Ruta          | 6:03,26 | Q    |
| 2         | Kina     | Wei Jin Jingbin Zhao Chenggang Yu Tiexin Wang                     | 6:03,43 | Q    |
| 3         | Schweiz  | Lucas Tramer Simon Schuerch Simon Niepmann Mario Gyr              | 6:03,52 | Q    |
| 4         | Frankrig | Franck Solforosi Thomas Baroukh Guillaume Raineau Thibault Colard | 6:07,31 | R    |
| 5         | Tjekkiet | Jan Vetesnik Ondrej Vetesnik Jiri Kopac Miroslav Vrastil          | 6:39,95 | R    |

### Heat 2
| Placering | Land           | Roer                                                                             | Tid     | Note |
| --------- | -------------- | -------------------------------------------------------------------------------- | ------- | ---- |
| 1         | Danmark        | Kasper Winther Jørgensen Jacob Barsøe Jacob Søgaard Morten Jørgensen             | 5:58,21 | Q    |
| 2         | Storbritannien | Chris Bartley Mark Aldred Jono Clegg Peter Chambers                              | 6:01,27 | Q    |
| 3         | Grækenland     | Spyridon Christos Giannaros Panagiotis Magdanis Stefanos Ntouskos Ioannis Petrou | 6:05,27 | Q    |
| 4         | Tyskland       | Jonathan Koch Lars Wichert Tobias Franzmann Lucas Schaefer                       | 6:14,87 | R    |

### Heat 3
| Placering | Land        | Roer                                                        | Tid     | Note |
| --------- | ----------- | ----------------------------------------------------------- | ------- | ---- |
| 1         | New Zealand | James Lassche Peter Taylor Alistair Bond James Hunter       | 6:03,34 | Q    |
| 2         | USA         | Robin Prendes Anthony Fahden Edward King Tyler Nase         | 6:05,61 | Q    |
| 3         | Holland     | Joris Pijs Tim Heijbrock Jort van Gennep Bjorn van den Ende | 6:07,88 | Q    |
| 4         | Canada      | Maxwell Lattimer Brendan Hodge Nicolas Pratt Eric Woelfl    | 6:19,44 | R    |

### Opsamling heat
| Placering | Land     | Roer                                                              | Tid     | Note |
| --------- | -------- | ----------------------------------------------------------------- | ------- | ---- |
| 1         | Frankrig | Franck Solforosi Thomas Baroukh Guillaume Raineau Thibault Colard | 6:01,18 | Q    |
| 2         | Tyskland | Jonathan Koch Lars Wichert Tobias Franzmann Lucas Schaefer        | 6:03,29 | Q    |
| 3         | Tjekkiet | Jan Vetesnik Ondrej Vetesnik Jiri Kopac Miroslav Vrastil          | 6:04,30 | Q    |
| 4         | Canada   | Maxwell Lattimer Brendan Hodge Nicolas Pratt Eric Woelfl          | 6:05,35 | E    |

### Semifinale 1
| Placering | Land           | Roer                                                              | Tid     | Note     |
| --------- | -------------- | ----------------------------------------------------------------- | ------- | -------- |
| 1         | Italien        | Stefano Oppo Martino Goretti Livio La Padula Pietro Ruta          | 6:06,56 | Q        |
| 2         | Frankrig       | Franck Solforosi Thomas Baroukh Guillaume Raineau Thibault Colard | 6:07,32 | Q        |
| 3         | New Zealand    | James Lassche Peter Taylor Alistair Bond James Hunter             | 6:08,96 | Q        |
| 4         | Storbritannien | Chris Bartley Mark Aldred Jono Clegg Peter Chambers               | 6:10,46 | B finale |
| 5         | Holland        | Joris Pijs Tim Heijbrock Jort van Gennep Bjorn van den Ende       | 6:12,87 | B finale |
| 6         | Tyskland       | Jonathan Koch Lars Wichert Tobias Franzmann Lucas Schaefer        | 6:18,43 | B finale |

### Semifinale 2
| Placering | Land       | Roer                                                                             | Tid     | Note     |
| --------- | ---------- | -------------------------------------------------------------------------------- | ------- | -------- |
| 1         | Schweiz    | Lucas Tramer Simon Schuerch Simon Niepmann Mario Gyr                             | 6:17,85 | Q        |
| 2         | Danmark    | Kasper Winther Jørgensen Jacob Barsøe Jacob Søgaard Morten Jørgensen             | 6:19,62 | Q        |
| 3         | Grækenland | Spyridon Christos Giannaros Panagiotis Magdanis Stefanos Ntouskos Ioannis Petrou | 6:23,95 | Q        |
| 4         | USA        | Robin Prendes Anthony Fahden Edward King Tyler Nase                              | 6:26,82 | B finale |
| 5         | Kina       | Wei Jin Jingbin Zhao Chenggang Yu Tiexin Wang                                    | 6:27,27 | B finale |
| 6         | Tjekkiet   | Jan Vetesnik Ondrej Vetesnik Jiri Kopac Miroslav Vrastil                         | 6:33,43 | B finale |

### Finale
| Placering | Land        | Roer                                                                             | Tid     | Note |
| --------- | ----------- | -------------------------------------------------------------------------------- | ------- | ---- |
| Guld      | Schweiz     | Lucas Tramer Simon Schuerch Simon Niepmann Mario Gyr                             | 6:20,51 |      |
| Sølv      | Danmark     | Kasper Winther Jørgensen Jacob Barsøe Jacob Søgaard Morten Jørgensen             | 6:21,97 |      |
| Bronze    | Italien     | Stefano Oppo Martino Goretti Livio La Padula Pietro Ruta                         | 6:22,85 |      |
| 4         | Frankrig    | Franck Solforosi Thomas Baroukh Guillaume Raineau Thibault Colard                | 6:25,52 |      |
| 5         | New Zealand | James Lassche Peter Taylor Alistair Bond James Hunter                            | 6:28,14 |      |
| 6         | Grækenland  | Spyridon Christos Giannaros Panagiotis Magdanis Stefanos Ntouskos Ioannis Petrou | 6:36,47 |      |